# Zisterzienserinnenabtei Goujon
Die Zisterzienserinnenabtei Goujon (auch: Goion) war von 1165 bis 1454 ein Kloster der Zisterzienserinnen in Auradé, Département Gers, Region Okzitanien, in Frankreich.

## Geschichte
Die 1135 in Beaumarchés (17 Kilometer nordöstlich Maubourguet) gegründete ehemalige Prämonstratenserabtei Case-Dieu (lateinisch: Casa Dei) gründete vor 1150 ein Tochterkloster in Auradé (8 Kilometer südlich L’Isle-Jourdain), unweit der Quelle der Aussonnelle im Wald von Goujon. 1165 verließen die Prämonstratenser den Ort, der von der Zisterzienserinnenabtei Fabas besiedelt wurde. 1454 wurde Kloster Goujon aufgegeben. Der Besitz ging an Kloster Gimont (auch: Planselve) über. Die verbliebenen Nonnen zogen sich in die vom Kloster gegründete Bastide Saint-Sauvy (nordwestlich Gimont) zurück.